# Progomphus serenus
Progomphus serenus är en trollsländeart som beskrevs av Hagen in Selys 1878. Progomphus serenus ingår i släktet Progomphus och familjen flodtrollsländor. IUCN kategoriserar arten globalt som otillräckligt studerad. Inga underarter finns listade i Catalogue of Life.